# Livet-en-Saosnois
Livet-en-Saosnois é uma comuna francesa na região administrativa do País do Loire, no departamento de Sarthe. Estende-se por uma área de 1.7 km². Em 2010 a comuna tinha 591 habitantes (densidade: 347,6 hab./km²).